# جام حذفی فوتبال ایتالیا ۰۹–۲۰۰۸
کوپا ایتالیا ۰۹–۲۰۰۸ شصت و دومین فصل این مسابقات بود. مسابقات در ۹ اوت ۲۰۰۸ آغاز شد و در ۱۳ مهٔ ۲۰۰۹ به پایان رسید. قالب کاملاً متفاوتی که در کوپا ۰۸–۲۰۰۷ استفاده می‌شد کنار گذاشته شد، با فرمت جدید که بیشتر شبیه نسخه‌های قبلی مسابقات بود.
فینال بین دو تیم لاتزیو و سمپدوریا برگزار شد. این دیدار با برتری ۶ بر ۵ لاتزیو در ضربات پنالتی به پایان رسید. ۹۰ دقیقه اول با تساوی ۱–۱ به پایان رسید و در وقت اضافه گلی به ثمر نرسید. این پنجمین قهرمانی لاتزیو در کوپا ایتالیا و اولین قهرمانی لاتزیو از دورهٔ ۰۴–۲۰۰۳ بود. با این برد، لاتزیو به مرحلهٔ پلی آف لیگ اروپا ۱۰–۲۰۰۹ رسید.